# كين باول
كين باول (بالإنجليزية: Ken Powell)‏ هو رائد أعمال أمريكي، ولد في 1954 في دنفر في الولايات المتحدة.

## وصلات خارجية
- كين باول على موقع إن إن دي بي (الإنجليزية)